# Blattivorus
Blattivorus – rodzaj chrząszczy z rodziny wachlarzykowatych (Ripiphoridae).

## Taksonomia
Rodzaj ten został utworzony w 1891 roku przez Alfreda Chobauta – jako podrodzaj rodzaju Ripidius – który umieścił w nim jeden gatunek - Ripidius lusitanicus Gerstaecker, 1855. W 1904 Chobaut podniósł go do rangi odrębnego rodzaju, zaś dwa lata później dodał do niego następny gatunek - Blattivorus madagascariensis Chobaut, 1906 (którego przynależność rodzajowa bywa kwestionowana). W 1949 roku opisano trzeci gatunek - B. margaritae Rikhter, 1949, zaś w 2009 roku Jan Batelka przeniósł do niego gatunek B. inquirendus (Silvestri, 1906), zaliczany dotychczas do monotypowego rodzaju Rhyzostylops Silvestri, 1906, synonimizując tym samym oba rodzaje.

## Zasięg występowania
Gatunki zaliczane do tego rodzaju notowano w Armenii, na Madagaskarze, w Portugalii oraz we Włoszech.

## Budowa ciała
Samce mają klinowato wydłużone ciało. Skrzydła i pokrywy obecne. Przedplecze z przodu zwężone i wygrzbiecone. Oczy są częściowo złączone (holoptyczne). Głaszczki zredukowane do wypukłego guzka. Czułki częściowo blaszkowate, składające się z 10 segmentów - końcowe siedem z nich z pojedynczymi blaszkami.
Samice mają ciało przypominające larwę, pozbawione skrzydeł i pokryw. Oczy małe, położone przednio-bocznie. Czułki proste, złożone z trzech segmentów. Ilość tarsomerów w stopach wszystkich kończyn zredukowana do jednego.

## Gatunki
Do rodzaju zaliczane są 4 gatunki:
- Blattivorus inquirendus (Silvestri, 1906)
- Blattivorus lusitanicus (Gerstaecker, 1855)
- Blattivorus margaritae Rikhter, 1949
- Blattivorus madagascariensis Chobaut, 1906[2]